# بيل لاسي
بيل لاسي (بالإنجليزية: Bill Lacey)‏ (24 سبتمبر 1889 في جمهورية أيرلندا - 30 مايو 1969) هو مدرب كرة قدم ولاعب كرة قدم أيرلندي في مركز الدفاع. شارك مع منتخب أيرلندا لكرة القدم ومنتخب جمهورية أيرلندا لكرة القدم. أما مع النوادي، فقد لعب مع نادي إيفرتون ونادي شيلبورن ونادي ليفربول ونادي لينفيلد وNew Brighton A.F.C. ‏ وCork Bohemians F.C. ‏ ودوري أيرلندا الحادي عشر ‏.

## وصلات خارجية
- بيل لاسي على موقع قاعدة بيانات كرة القدم.إي يو (الإنجليزية)
- بيل لاسي على موقع ناشيونال فوتبول تيمز (الإنجليزية)